# Meistriliiga (2018)
Meistriliiga 2018 (znana jako A. Le Coq Premium liiga ze względów sponsorskich) była 28. edycją najwyższej klasy rozgrywkowej piłki nożnej w Estonii.
Brało w niej udział 10 drużyn, które w okresie od 3 marca do 10 listopada 2018 rozegrały 36 kolejek meczów. Obrońcą tytułu była Flora Tallinn. Mistrzostwo po raz drugi w historii zdobyła drużyna Nõmme Kalju.

## Uczestniczące drużyny
| Uczestnicy poprzedniej edycji | Uczestnicy poprzedniej edycji | Uczestnicy poprzedniej edycji | Uczestnicy poprzedniej edycji |
| --- | ----------------------------- | ----------------------------- | ----------------------------- |
| FLO | Flora Tallinn                 | Tallinn                       | 1                             |
| LEV | Levadia Tallinn               | Tallinn                       | 2                             |
| NÕM | Nõmme Kalju                   | Tallinn                       | 3                             |
| FCI | FCI Tallinn                   | Tallinn                       | 4                             |
| NVA | JK Narva Trans                | Narwa                         | 5                             |
| PAI | Paide Linnameeskond           | Paide                         | 6                             |
| TMT | Tartu JK Tammeka              | Tartu                         | 7                             |
| SLK | JK Sillamäe Kalev             | Sillamäe                      | 8                             |
| VTU | Viljandi Tulevik              | Viljandi                      | 9                             |
| VPR | FC Pärnu Vaprus               | Parnawa                       | 10                            |
| Awans z Esiliigi |                               |                               |                               |
| KAL | Kalev Tallinn                 | Tallinn                       | 2                             |
| KUR | FC Kuressaare                 | Kuressaare                    | 5                             |
| Oznaczenia: - kolumna pierwsza – skróty nazw drużyn, - kolumna trzecia – siedziba klubu, - kolumna czwarta – miejsce zajęte w poprzednim sezonie. |                               |                               |                               |

## Tabela
| Lp. | Drużyna             | M  | Z  | R  | P  | B+  | B–  | +/– | Pkt | Kwalifikacja lub spadek                     |
| --- | ------------------- | -- | -- | -- | -- | --- | --- | --- | --- | ------------------------------------------- |
| 1   | Nõmme Kalju (M)     | 36 | 25 | 11 | 0  | 114 | 32  | +82 | 86  | Liga Mistrzów UEFA • I runda kwalifikacyjna |
| 2   | FCI Levadia         | 36 | 26 | 6  | 4  | 109 | 26  | +83 | 84  | Liga Europy UEFA • I runda kwalifikacyjna   |
| 3   | Flora Tallinn       | 36 | 25 | 8  | 3  | 116 | 32  | +84 | 83  | Liga Europy UEFA • I runda kwalifikacyjna   |
| 4   | Narva Trans (P)     | 36 | 18 | 7  | 11 | 76  | 57  | +19 | 61  | Liga Europy UEFA • I runda kwalifikacyjna   |
| 5   | Paide Linnameeskond | 36 | 14 | 9  | 13 | 64  | 74  | −10 | 51  |                                             |
| 6   | Tartu Tammeka       | 36 | 14 | 7  | 15 | 56  | 58  | −2  | 49  |                                             |
| 7   | Viljandi Tulevik    | 36 | 8  | 5  | 23 | 37  | 100 | −63 | 29  |                                             |
| 8   | Kalev Tallinn       | 36 | 7  | 7  | 22 | 54  | 68  | −14 | 28  |                                             |
| 9   | Kuressaare (B, O)   | 36 | 6  | 3  | 27 | 34  | 115 | −81 | 21  | baraż o Meistriliiga                        |
| 10  | Pärnu Vaprus (S)    | 36 | 2  | 7  | 27 | 25  | 123 | −98 | 13  | spadek do Esiliiga                          |

## Wyniki
| Gospodarz \ Gość    | FLO | KUR | LEV | NAR | NÕM | PAI | KLV | TAM | TUL | VAP | FLO | KUR | LEV | NAR | NÕM | PAI | KLV | TAM | TUL | VAP |
| ------------------- | --- | --- | --- | --- | --- | --- | --- | --- | --- | --- | --- | --- | --- | --- | --- | --- | --- | --- | --- | --- |
| Flora Tallinn       |     | 2–1 | 2–2 | 0–0 | 3–3 | 6–0 | 1–0 | 3–1 | 1–0 | 5–0 |     | 4–0 | 3–0 | 2–2 | 2–2 | 7–2 | 3–1 | 5–0 | 4–0 | 3–0 |
| Kuressaare          | 0–7 |     | 1–1 | 0–5 | 0–3 | 1–4 | 1–0 | 0–4 | 3–1 | 1–3 | 0–4 |     | 0–5 | 0–3 | 2–4 | 1–3 | 3–3 | 1–3 | 1–4 | 2–1 |
| FCI Levadia         | 2–1 | 4–0 |     | 5–0 | 2–2 | 1–1 | 3–0 | 3–1 | 5–0 | 6–1 | 2–1 | 4–0 |     | 6–1 | 0–0 | 4–0 | 3–2 | 0–1 | 2–1 | 4–0 |
| Narva Trans         | 2–4 | 3–0 | 1–1 |     | 2–2 | 1–0 | 2–2 | 4–1 | 2–0 | 6–0 | 1–2 | 2–1 | 1–2 |     | 0–3 | 1–2 | 3–2 | 2–1 | 4–1 | 1–1 |
| Nõmme Kalju         | 2–0 | 8–3 | 2–1 | 5–2 |     | 3–2 | 3–0 | 1–0 | 8–2 | 7–0 | 1–1 | 4–0 | 1–0 | 4–1 |     | 0–0 | 1–1 | 2–2 | 4–0 | 4–0 |
| Paide Linnameeskond | 0–2 | 3–1 | 1–3 | 0–2 | 1–4 |     | 2–0 | 3–3 | 4–0 | 2–2 | 3–3 | 2–1 | 1–4 | 2–5 | 0–3 |     | 2–2 | 2–1 | 4–1 | 2–1 |
| Kalev Tallinn       | 1–3 | 5–0 | 0–4 | 1–2 | 2–2 | 2–3 |     | 0–1 | 1–2 | 4–2 | 2–2 | 3–0 | 1–4 | 0–1 | 0–2 | 1–2 |     | 2–1 | 0–2 | 5–0 |
| Tartu Tammeka       | 0–3 | 1–2 | 0–3 | 1–1 | 1–1 | 5–2 | 1–0 |     | 0–0 | 4–2 | 0–4 | 6–1 | 0–3 | 2–1 | 0–1 | 1–1 | 2–1 |     | 1–0 | 5–0 |
| Viljandi Tulevik    | 0–6 | 1–3 | 0–7 | 0–6 | 0–6 | 1–1 | 1–0 | 0–2 |     | 2–1 | 1–3 | 1–2 | 0–4 | 4–1 | 2–5 | 0–3 | 2–2 | 3–2 |     | 1–1 |
| Pärnu Vaprus        | 1–8 | 1–1 | 0–5 | 0–4 | 0–6 | 1–1 | 0–4 | 0–1 | 1–1 |     | 0–6 | 3–1 | 0–4 | 0–1 | 0–5 | 0–3 | 2–4 | 1–1 | 0–3 |     |

## Baraż o Meistriliiga
Kuressaare wygrał 2-0 dwumecz z Elva czwartą drużyną Esiliiga o miejsce w Meistriliiga na sezon 2019.
| 17 listopada 2018 | Elva | 0:1   | Kuressaare          |                                                         |
| 20:45             |      | (0:0) | 50' (k) Sander Laht | Elva City Stadium, Elva Widzów: 235 Sędzia: Siim Rinken |

| 24 listopada 2018 | Kuressaare      | 1:0   | Elva |                                                                        |
| 20:45             | Rasmus Saar 61' | (0:0) |      | Kuressaare linnastaadion, Kuressaare Widzów: 152 Sędzia: Kristo Tohver |

## Najlepsi strzelcy
| Bramki | Strzelcy              | Drużyna       |
| ------ | --------------------- | ------------- |
| 31     | Liliu                 | Nõmme Kalju   |
| 30     | Zakaria Beglarishvili | Flora Tallinn |
| 28     | Roman Debełko         | FCI Levadia   |
| 21     | Tristan Koskor        | Tartu Tammeka |
| 17     | Dmitri Barkov         | Narva Trans   |
| 16     | Frank Liivak          | Flora Tallinn |
| 15     | Sander Laht           | Kuressaare    |
| 14     | Marcelin Gando        | FCI Levadia   |
| 14     | Rimo Hunt             | Nõmme Kalju   |
| 13     | Viktor Plotnikov      | Narva Trans   |
| 13     | Muamer Svraka         | FCI Levadia   |

Źródło:

## Stadiony
| Flora Tallinn   |
| --------------- |
| A. Le Coq Arena |
|                 |

| FCI Levadia      |
| ---------------- |
| Stadion Kadriorg |
|                  |

| Kuressaare               |
| ------------------------ |
| Kuressaare linnastaadion |
|                          |

| Narva Trans               |
| ------------------------- |
| Narva Kreenholmi staadion |
|                           |

| Nõmme Kalju   |
| ------------- |
| Hiiu staadion |
|               |

| Paide Linnameeskond           |
| ----------------------------- |
| Stadion Paide Ühisgümnaasiumi |
|                               |

| Kalev Tallinn            |
| ------------------------ |
| Stadion Centralny Kalevi |
|                          |

| Tartu Tammeka  |
| -------------- |
| Tamme staadion |
|                |

| Viljandi Tulevik       |
| ---------------------- |
| Viljandi linnastaadion |
|                        |

| Pärnu Vaprus        |
| ------------------- |
| Pärnu Rannastaadion |
|                     |

Źródło: